# Lámina vertebral
La lámina vertebral es un término anatómico usado para las porciones postero-lateral de cada vértebra ósea de animales vertebrados. Por su continuidad con la parte posterior del cuerpo de la vértebra se cierra el agujero raquídeo, lugar por donde pasa la médula espinal.

## Características
En la mayoría de los mamíferos, las láminas vertebrales son dos, una derecha y otra izquierda y están compuestas de las siguientes partes:
- Dos caras:[1]

Una cara anterior que mira hacia la médula espinal
Una cara posterior por donde corren los músculos espinales
- Dos bordes, uno superior y otro inferior[1]

El borde superior y la parte anterior del borde inferior son rugosas para permitir la inserción del ligamento amarillo.
- Dos extremos que se continúan con otras estructuras de la vértebra[1]

Un extremo anterior que se funde con la base de la apófisis espinosa
Un extremo posterior que se suelda con la apófisis transversa y, en algunos casos, con las apófisis articulares.

## Imágenes adicionales

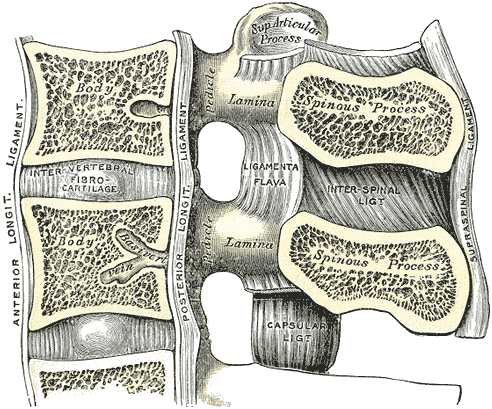
Sección sagital de dos vértebras lumbares y sus ligamentos.
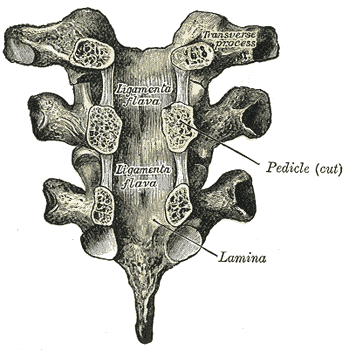
Agujero raquídeo de tres vértebras torácicas vista desde el frente.
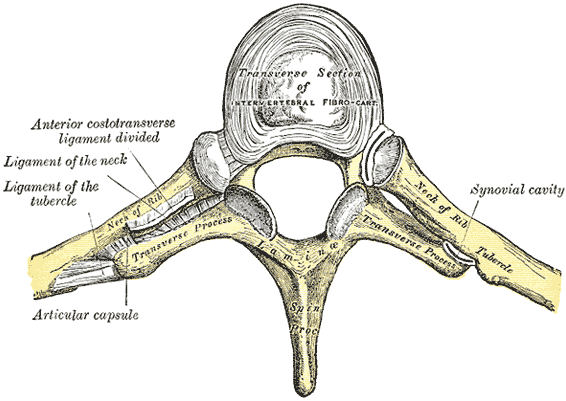
Articulación costo—transversa, vista desde arriba.